# Frazione (geografia)

Mappa del comune di Alassio, sono mostrate le frazioni (gruppi di case) e borghi o regioni, gruppi di case più piccoli delle frazioni

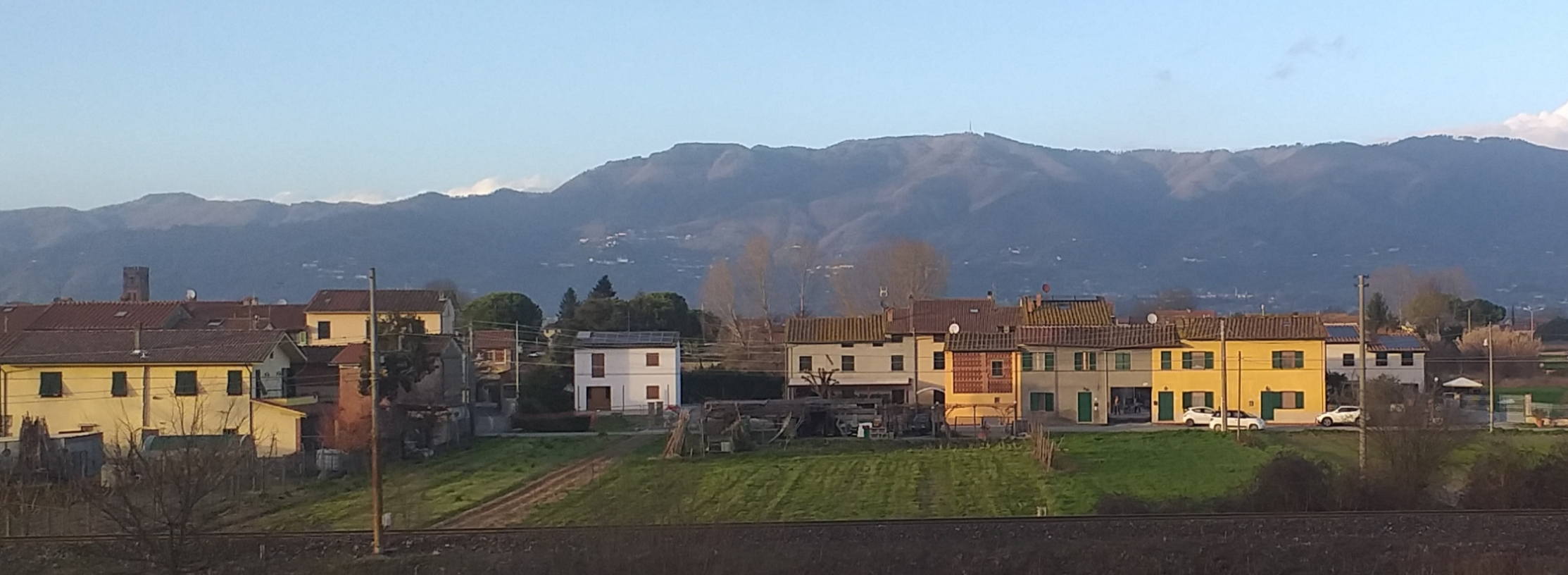
Fotografia di una frazione italiana (Tassignano, frazione di Capannori).

La frazione nella geografia amministrativa italiana è un'entità amministrativa appartenente a un comune, costituita da «un'area del territorio comunale comprendente, di norma, un centro abitato, nonché nuclei abitati o case sparse gravitanti sul centro»; questa gravitazione sussiste quando gli abitanti dei nuclei e delle case sparse sono attratti dal centro, cioè vogliono concorrervi per ragioni di approvvigionamento, culto, istruzione, lavoro, affari e simili; in casi rari una frazione può appartenere anche a due o più comuni diversi, come nel caso di Gnignano, diviso fra tre comuni e due province; può inoltre essere una contrada territoriale. In alcuni casi una frazione può vedere la presenza di più di un centro abitato; non essendo sede di uffici comunali, una frazione può avere una certa autonomia sia amministrativa che finanziaria.

## Storia
Il concetto di frazione nacque con la creazione dei "comuni denominativi", avvenuta in epoca moderna durante il periodo napoleonico. Essi, sotto il profilo istituzionale, si differenziavano notevolmente dai comuni e dalle comunità medievali, generalmente rette dalle vicinie e con un'autorità di norma limitata all'amministrazione dei beni comuni di un unico villaggio o villa. Nei "comuni denominativi" furono concentrate più ville attorno a un centro dotato di maggiore importanza. Esse divennero comuni aggregati di quest'ultimo o frazioni.
Le popolazioni relative alle frazioni geografiche di tutti i comuni italiani sono state pubblicate dall'ISTAT fino al censimento del 1981. Molte frazioni, di censimento in censimento, hanno subito modifiche dei propri confini territoriali o sono state accorpate tra loro, in conseguenza dello sviluppo urbano dei centri abitati o della costruzione di strade asfaltate che rendevano più agevole agli abitanti di un nucleo abitato o di una casa sparsa raggiungere un centro abitato piuttosto che un altro.
In occasione del censimento della popolazione del 1991 sono state soppresse dall'ISTAT le frazioni geografiche e pubblicate solo le popolazioni delle località abitate. Questo perché lo sviluppo urbano di molti comuni italiani e lo sviluppo delle vie di comunicazione tra le varie località abitate hanno fatto sì che, nel tempo, fosse diventato obsoleto quel carattere di gravitazione economico-sociale che conferiva alla frazione geografica la sua individualità. Il termine frazione pertanto è stato soppresso a livello statistico, ma è ancora comunque presente negli statuti comunali, se pur con un significato diverso rispetto al precedente ,ossia non più come insieme di località abitate ma come sinonimo di località abitata come inteso dall'Istat ( in riferimento a centri abitati e nuclei abitati).

## Disciplina normativa
La legge 24 dicembre 1954 n. 1228 all'art. 9 dà il compito al Comune di provvedere «alla suddivisione del territorio comunale in frazioni geografiche con limiti definiti in base alle condizioni antropogeografiche rilevate» e di tracciare su carte topografiche concernenti il territorio comunale i confini di queste frazioni. Il piano topografico costituito dalle suddette carte viene poi sottoposto, per l'esame e l'approvazione, all'Istituto nazionale di statistica e tenuto al corrente a cura del Comune.

### Diritto amministrativo
Le frazioni possono godere di autonomia amministrativa nell'ambito del comune di appartenenza: in particolare, possono avere un prosindaco, cioè un consigliere del comune di appartenenza delegato dal sindaco a svolgere in loco le sue funzioni; il prosindaco è normalmente posto a capo di un'apposita sezione comunale che detiene i registri della popolazione (anagrafe della popolazione residente e stato civile), di norma enumerati a parte e separati da quelli del capoluogo e delle altre frazioni. Il prosindaco non è nominabile qualora il comune sia suddiviso in circoscrizioni o municipi derivanti dalla fusione di più comuni, limitatamente ai territori circoscrizionalizzati o municipalizzati. Queste disposizioni non si applicano alle regioni a statuto speciale che hanno potestà normativa assoluta in materia amministrativa.
Nella Repubblica di San Marino le frazioni sono i centri abitati sottoposti alla giurisdizione del castello vicino e sono chiamate curazie.

### Icomunellie ildemanio civico della frazione
In alcune regioni d'Italia le frazioni, oltre a essere suddivisioni amministrative, sono anche soggetti di diritto pubblico (art. 26, legge 16 giugno 1927, n. 1766) che posseggono un loro separato demanio su cui gli abitanti della frazione godono di determinati usi civici, per lo più pascolatico e legnatico. Un esempio è il comune dell'Aquila, dove esistono amministrazioni separate per gli usi civici risalenti ai comuni soppressi nel 1927. Queste amministrazioni separate hanno anche un proprio statuto e propri organi elettivi. In tal caso il demanio della frazione è tenuto distinto da quello comunale che può, al limite, trovarsi nello stesso ambito geografico. Per indicare questi diritti si usa il termine comunelli che di fatto coincidono con vecchie suddivisioni di comuni, soppressi nel corso dei secoli e aggregati nei comuni maggiori.
La regione Piemonte ha regolato l'istituto del demanio frazionale con l'art. 7 della legge regionale 29/2009.